# Prima Divisione Toscana 1951-1952
La Prima Divisione fu il massimo campionato regionale di calcio disputato in Toscana nella stagione 1951-1952.
Avendo deciso la FIGC col Lodo Barassi una radicale riforma dei campionati minori per la stagione successiva, questa edizione si differenziò dalle precedenti in quanto non mise in palio posti per il campionato interregionale, ma fu finalizzata a qualificare le società partecipanti: le migliori avrebbero avuto accesso al nuovo Campionato Regionale (detto di Promozione), mentre le altre squadre non ammesse sarebbero rimaste iscritte al declassato campionato di Prima Divisione.
Per quanto riguarda la Toscana, nel quale si provvedette a cominciare ad allargare la categoria con un girone supplementare, fu garantito l'accesso al nuovo campionato regionale alle prime cinque di ogni raggruppamento, come anche ad alcune delle migliori seste a seconda del numero di retrocesse locali dalla Promozione della Lega Interregionale Centro.

## Girone A

### Squadre Partecipanti
| Squadra               | Città (provincia)              | Stagione precedente                                         |
| --------------------- | ------------------------------ | ----------------------------------------------------------- |
| U.S. Aullese          | Aulla (MS)                     |                                                             |
| A.C. Bagni di Lucca   | Fornoli di Bagni di Lucca (LU) |                                                             |
| A.S. Barga            | Barga (LU)                     |                                                             |
| U.S. Castelnuovo      | Castelnuovo Garfagnana (LU)    |                                                             |
| A.C. Fivizzanese      | Fivizzano (MS)                 |                                                             |
| U.S. Forte dei Marmi  | Forte dei Marmi (LU)           |                                                             |
| A.C. La Portuale      | Marina di Carrara              |                                                             |
| S.S. Libertas         | Carrara                        |                                                             |
| U.S. Monzone          | Monzone di Fivizzano (MS)      |                                                             |
| U.S. Pontremolese     | Pontremoli (MS)                |                                                             |
| S.S. Pro Massa        | Massa                          |                                                             |
| U.S. San Marco Avenza | Avenza-Carrara                 |                                                             |
| A.S. Viareggio        | Viareggio (LU)                 | 18º nel girone H della Lega Interreg. Centro di Promozione. |
| U.S. Villafranchese   | Villafranca in Lunigiana (MS)  |                                                             |

### Classifica finale
|  | Pos. | Squadra               | Pt | G  | V  | N  | P  | GF | GS | DR  |
|  | ---- | --------------------- | -- | -- | -- | -- | -- | -- | -- | --- |
|  | 1.   | Viareggio             | 37 | 26 | 15 | 7  | 4  | 58 | 28 | +30 |
|  | 2.   | Fivizzanese           | 34 | 26 | 14 | 6  | 6  | 60 | 39 | +21 |
|  | 2.   | Castelnuovo           | 34 | 26 | 15 | 4  | 7  | 51 | 37 | +14 |
|  | 4.   | Aullese               | 33 | 26 | 13 | 7  | 6  | 56 | 36 | +20 |
|  | 5.   | Pontremolese          | 32 | 26 | 13 | 6  | 7  | 58 | 35 | +23 |
|  | 6.   | Bagni di Lucca        | 31 | 26 | 10 | 11 | 5  | 42 | 27 | +15 |
|  | 7.   | Villafranchese        | 28 | 26 | 11 | 6  | 9  | 32 | 38 | -6  |
|  | 8.   | Pro Massa             | 27 | 26 | 10 | 7  | 9  | 52 | 42 | +10 |
|  | 9.   | Barga                 | 26 | 26 | 12 | 2  | 12 | 75 | 53 | +22 |
|  | 10.  | Forte dei Marmi       | 23 | 26 | 10 | 3  | 13 | 26 | 38 | -12 |
|  | 10.  | La Portuale           | 23 | 26 | 9  | 5  | 12 | 40 | 47 | -7  |
|  | 12.  | San Marco Avenza      | 13 | 26 | 4  | 5  | 17 | 26 | 67 | -41 |
|  | 13.  | Libertas Carrara (-2) | 12 | 26 | 5  | 4  | 17 | 25 | 61 | -36 |
|  | 14.  | Monzone               | 9  | 26 | 3  | 3  | 20 | 19 | 75 | -56 |

Legenda:

      Ammesso alle finali per il titolo regionale.
  Ammesso alla nuova Promozione Regionale.
Regolamento:
Due punti a vittoria, uno a pareggio, zero a sconfitta.
Pari merito in caso di pari punti.
Note:
Libertas Carrara ha scontato 2 punti di penalizzazione in classifica per due rinunce.
3 gol di differenza nel computo totale reti fatte-reti subite (620/623).
Verdetti
- Il Viareggio va alle finali per il titolo regionale, il Bagni di Lucca alle qualificazioni per la salvezza.

## Girone B

### Squadre Partecipanti
| Squadra                         | Città (provincia)                      | Stagione precedente |
| ------------------------------- | -------------------------------------- | ------------------- |
| Bar Ivano                       | Viareggio (LU)                         |                     |
| A.C. Calci                      | Calci (PI)                             |                     |
| A.C. Collesalvetti              | Collesalvetti (LI)                     |                     |
| U.S. Forcoli                    | Forcoli di Palaia (PI)                 |                     |
| U.S. Marinese C.R.A.L. F.I.A.T. | Marina di Pisa                         |                     |
| A.C. Mobilieri                  | Ponsacco (PI)                          |                     |
| C.S. Rapid                      | Firenze-Peretola                       |                     |
| U.S. San Frediano               | San Frediano a Settimo di Cascina (PI) |                     |
| A.S. San Miniato                | San Miniato (PI)                       |                     |
| S.S. San Prospero               | Navacchio di Cascina (PI)              |                     |
| U.S. Sanromanese                | San Romano di Montopoli Valdarno (PI)  |                     |
| U.S. Santa Croce sull'Arno      | Santa Croce sull'Arno (PI)             |                     |
| U.S. Santa Maria a Monte        | Santa Maria a Monte (PI)               |                     |
| A.S. Scintilla                  | Pisa-Riglione                          |                     |
| S.S. Urbino Taccola             | Uliveto Terme di Vicopisano (PI)       |                     |

### Classifica finale
|  | Pos. | Squadra               | Pt | G  | V  | N  | P  | GF | GS | DR  |
|  | ---- | --------------------- | -- | -- | -- | -- | -- | -- | -- | --- |
|  | 1.   | Forcoli               | 42 | 28 | 19 | 4  | 5  | 69 | 25 | +44 |
|  | 2.   | Sanromanese           | 39 | 28 | 16 | 7  | 5  | 65 | 33 | +32 |
|  | 3.   | Scintilla             | 38 | 28 | 14 | 10 | 4  | 67 | 38 | +29 |
|  | 4.   | San Prospero          | 36 | 28 | 16 | 4  | 8  | 69 | 44 | +25 |
|  | 4.   | San Frediano          | 36 | 28 | 16 | 4  | 8  | 60 | 39 | +21 |
|  | 6.   | Collesalvetti         | 33 | 28 | 14 | 5  | 9  | 67 | 46 | +21 |
|  | 7.   | Bar Ivano             | 31 | 28 | 13 | 5  | 10 | 46 | 41 | +5  |
|  | 8.   | Ponsacco              | 25 | 28 | 10 | 8  | 10 | 29 | 32 | -3  |
|  | 9.   | Calci                 | 23 | 28 | 9  | 5  | 14 | 51 | 56 | -5  |
|  | 9.   | Santa Maria a Monte   | 23 | 28 | 9  | 5  | 14 | 51 | 74 | -23 |
|  | 9.   | San Miniato           | 23 | 28 | 8  | 7  | 13 | 36 | 58 | -22 |
|  | 12.  | Urbino Taccola        | 21 | 28 | 8  | 5  | 15 | 42 | 63 | -21 |
|  | 13.  | Santa Croce sull'Arno | 19 | 28 | 7  | 5  | 16 | 28 | 62 | -34 |
|  | 14.  | Marinese CRAL FIAT    | 17 | 28 | 8  | 1  | 19 | 45 | 75 | -30 |
|  | 15.  | Rapid Peretola        | 11 | 28 | 3  | 5  | 20 | 29 | 76 | -47 |

Legenda:

      Ammesso alle finali per il titolo regionale.
  Ammesso alla nuova Promozione Regionale.
  Non iscritto la stagione successiva.
Regolamento:
Due punti a vittoria, uno a pareggio, zero a sconfitta.
Pari merito in caso di pari punti.
Note:
Bar Ivano fusosi nel Viareggio a fine stagione.
8 gol di differenza nel computo totale reti fatte-reti subite (754/762).
Verdetti
- Il Forcoli va alle finali per il titolo regionale, il Collesalvetti alle qualificazioni per la salvezza.

## Girone C

### Squadre Partecipanti
| Squadra              | Città (provincia)                    | Stagione precedente |
| -------------------- | ------------------------------------ | ------------------- |
| S.S. Audace          | Portoferraio (LI)                    |                     |
| Aurora Castagneto    | Castagneto Carducci (LI)             |                     |
| U.S. Campiglia       | Campiglia Marittima (LI)             |                     |
| U.S. Castiglioncello | Castiglioncello di Rosignano M. (LI) |                     |
| U.S. Gavorrano       | Gavorrano (GR)                       |                     |
| S.S. Labrone         | Livorno                              |                     |
| A.C. Massa Marittima | Massa Marittima (GR)                 |                     |
| U.S. Orbetello       | Orbetello (GR)                       |                     |
| U.S. Pomarance       | Pomarance (PI)                       |                     |
| A.S. Pro Follonica   | Follonica (GR)                       |                     |
| A.S. Saline          | Saline di Volterra (PI)              |                     |
| U.S. Suvereto        | Suvereto (LI)                        |                     |
| A.S. Virtus          | Venturina (LI)                       |                     |

### Classifica finale
|  | Pos. | Squadra           | Pt | G  | V  | N | P  | GF | GS | DR  |
|  | ---- | ----------------- | -- | -- | -- | - | -- | -- | -- | --- |
|  | 1.   | Orbetello         | 41 | 24 | 18 | 5 | 1  | 76 | 27 | +49 |
|  | 2.   | Gavorrano         | 35 | 24 | 14 | 7 | 3  | 59 | 23 | +36 |
|  | 3.   | Virtus            | 32 | 24 | 15 | 2 | 7  | 45 | 28 | +17 |
|  | 4.   | Castiglioncello   | 31 | 24 | 13 | 5 | 6  | 61 | 43 | +18 |
|  | 4.   | Labrone           | 31 | 24 | 14 | 3 | 7  | 47 | 39 | +8  |
|  | 6.   | Aurora Castagneto | 26 | 24 | 12 | 2 | 10 | 41 | 34 | +7  |
|  | 7.   | Massa Marittima   | 22 | 24 | 7  | 8 | 9  | 35 | 46 | -11 |
|  | 8.   | Pro Follonica     | 19 | 24 | 8  | 3 | 13 | 39 | 59 | -20 |
|  | 9.   | Campiglia (-1)    | 18 | 24 | 7  | 5 | 12 | 38 | 50 | -12 |
|  | 9.   | Audace            | 18 | 24 | 8  | 2 | 14 | 44 | 45 | -1  |
|  | 11.  | Suvereto          | 16 | 24 | 4  | 8 | 12 | 16 | 29 | -13 |
|  | 12.  | Saline            | 12 | 24 | 5  | 2 | 17 | 33 | 71 | -38 |
|  | 13.  | Pomarance (-1)    | 9  | 24 | 4  | 2 | 18 | 18 | 58 | -40 |

Legenda:

      Ammesso alle finali per il titolo regionale.
  Ammesso alla nuova Promozione Regionale.
Regolamento:
Due punti a vittoria, uno a pareggio, zero a sconfitta.
Pari merito in caso di pari punti.
Note:
Campiglia e Pomarance hanno scontato 1 punto di penalizzazione in classifica per una rinuncia.
Massa Marittima ripescata alla nuova Promozione Regionale al posto del Ribolla.
Verdetti
- L'Orbetello va alle finali per il titolo regionale, il Castagneto alle qualificazioni per la salvezza.

## Girone D

### Squadre Partecipanti
| Squadra                   | Città (provincia)            | Stagione precedente |
| ------------------------- | ---------------------------- | ------------------- |
| A.C. Aglianese            | Agliana (PT)                 |                     |
| U.S. Borgo a Buggiano     | Borgo a Buggiano (PT)        |                     |
| S.C. Cerretese            | Cerreto Guidi (FI)           |                     |
| U.S. Chiesina Uzzanese    | Chiesina Uzzanese (PT)       |                     |
| G.S. Forti                | La Briglia di Vaiano (FI)    |                     |
| Gioventù Nuova            | Arezzo                       |                     |
| S.S. Impavida             | Sant’Ippolito di Vernio (FI) |                     |
| S.S. Juventus Tavola      | Tavola di Prato (FI)         |                     |
| U.S. Lampo                | Lamporecchio (PT)            |                     |
| U.S. Larcianese           | Larciano (PT)                |                     |
| A.S. Montecatini          | Montecatini Terme (PT)       |                     |
| C.S. Poggio a Caiano 1909 | Poggio a Caiano (FI)         |                     |
| U.S. Ponte Buggianese     | Ponte Buggianese (PT)        |                     |
| A.S. Tobbianese           | Tobbiana di Prato (FI)       |                     |
| A.S. Vaianese             | Vaiano (FI)                  |                     |

### Classifica finale
|  | Pos. | Squadra                | Pt      | G  | V  | N | P  | GF | GS | DR  |
|  | ---- | ---------------------- | ------- | -- | -- | - | -- | -- | -- | --- |
|  | 1.   | Tobbianese             | 42      | 26 | 19 | 4 | 3  | 53 | 26 | +27 |
|  | 2.   | Lampo                  | 37      | 26 | 16 | 5 | 5  | 69 | 27 | +42 |
|  | 3.   | Impavida               | 36      | 26 | 15 | 6 | 5  | 59 | 23 | +36 |
|  | 4.   | Vaianese               | 35      | 26 | 16 | 3 | 7  | 66 | 26 | +40 |
|  | 4.   | Juventus Tavola        | 35      | 26 | 16 | 3 | 7  | 39 | 33 | +6  |
|  | 6.   | Borgo a Buggiano       | 34      | 26 | 14 | 6 | 6  | 50 | 28 | +22 |
|  | 7.   | Larcianese (-1)        | 26      | 26 | 9  | 9 | 8  | 35 | 34 | +1  |
|  | 8.   | Ponte Buggianese (-1)  | 24      | 26 | 10 | 5 | 11 | 38 | 42 | -4  |
|  | 9.   | Montecatini            | 21      | 26 | 8  | 5 | 13 | 44 | 42 | +2  |
|  | 10.  | Poggio a Caiano 1909   | 20      | 26 | 7  | 6 | 13 | 30 | 51 | -21 |
|  | 11.  | Aglianese              | 16      | 26 | 6  | 4 | 16 | 28 | 69 | -41 |
|  | 12.  | Gioventù Nuova (-1)    | 15      | 26 | 5  | 6 | 15 | 31 | 57 | -26 |
|  | 13.  | Cerretese (-1)         | 10      | 26 | 2  | 7 | 17 | 22 | 62 | -40 |
|  | 14.  | Chiesina Uzzanese (-1) | 8       | 26 | 3  | 3 | 20 | 25 | 69 | -44 |
|  | 15.  | Forti La Briglia       | Esclusa |    |    |   |    |    |    |     |

Legenda:

      Ammesso alle finali per il titolo regionale.
  Ammesso alla nuova Promozione Regionale.
  Non iscritto la stagione successiva.
Regolamento:
Due punti a vittoria, uno a pareggio, zero a sconfitta.
Pari merito in caso di pari punti.
Note:
Forti La Briglia esclusa e radiata dal campionato.
Ponte Buggianese ripescata alla nuova Promozione Regionale al posto del Pescia.
Verdetti
- Il Tobbianese va alle finali per il titolo regionale, il Borgo a Buggiano alle qualificazioni per la salvezza.

## Girone E

### Squadre partecipanti
| Squadra             | Città (provincia)           | Stagione precedente |
| ------------------- | --------------------------- | ------------------- |
| A.C. A.S.S.I.       | Firenze                     |                     |
| U.S. Audace Legnaia | Firenze                     |                     |
| A.S. Brozzi         | Brozzi-Firenze              |                     |
| U.S. Giordano Neri  | Firenze                     |                     |
| A.S. Lastrigiana    | Lastra a Signa (FI)         |                     |
| U.S. Libertas       | Tavarnelle Val di Pesa (FI) |                     |
| U.S. Limitese       | Limite sull'Arno (FI)       |                     |
| A.C. Montelupo 1930 | Montelupo Fiorentino (FI)   |                     |
| U.S. Poggibonsi     | Poggibonsi (SI)             |                     |
| C.S. Rapid          | Firenze-Peretola            |                     |
| G.S. Rifredi        | Firenze-Rifredi             |                     |
| C.S. Robur          | Scandicci (FI)              |                     |
| A.S. Rondinella     | Firenze                     |                     |

### Classifica finale
|  | Pos. | Squadra             | Pt | G  | V  | N | P  | GF | GS | DR  |
|  | ---- | ------------------- | -- | -- | -- | - | -- | -- | -- | --- |
|  | 1.   | Lastrigiana         | 40 | 24 | 17 | 6 | 1  | 59 | 17 | +42 |
|  | 2.   | Rapid Peretola      | 33 | 24 | 14 | 5 | 5  | 51 | 31 | +20 |
|  | 3.   | Poggibonsi          | 31 | 24 | 14 | 3 | 7  | 61 | 26 | +35 |
|  | 4.   | Robur Scandicci     | 31 | 24 | 12 | 7 | 5  | 49 | 33 | +16 |
|  | 5.   | Rondinella          | 28 | 24 | 12 | 4 | 8  | 43 | 27 | +16 |
|  | 6.   | Brozzi (-1)         | 27 | 24 | 13 | 2 | 9  | 35 | 34 | +1  |
|  | 7.   | Giordano Neri       | 27 | 24 | 12 | 3 | 9  | 43 | 39 | +4  |
|  | 8.   | Montelupo           | 26 | 24 | 10 | 6 | 8  | 43 | 26 | +17 |
|  | 9.   | Libertas Tavarnelle | 22 | 24 | 8  | 6 | 10 | 28 | 36 | -8  |
|  | 10.  | Audace Legnaia      | 16 | 24 | 6  | 4 | 14 | 41 | 64 | -23 |
|  | 11.  | ASSI Firenze        | 14 | 24 | 5  | 4 | 15 | 36 | 53 | -17 |
|  | 12.  | Rifredi (-1)        | 8  | 24 | 3  | 3 | 18 | 21 | 48 | -27 |
|  | 13.  | Limitese (-2)       | 5  | 24 | 2  | 3 | 19 | 14 | 90 | -76 |

Legenda:

      Ammesso alle finali per il titolo regionale.
  Ammesso alla nuova Promozione Regionale.
Regolamento:
Due punti a vittoria, uno a pareggio, zero a sconfitta.
Pari merito in caso di pari punti.
Verdetti
- Lastrigiana, Poggibonsi, Rapid Peretola, Rondinella Firenze e Robur Scandicci vengono ammesse alla nuova Promozione Regionale.

## Girone F

### Squadre partecipanti
| Squadra                   | Città (provincia)                          | Stagione precedente |
| ------------------------- | ------------------------------------------ | ------------------- |
| U.S. Antella              | Antella (FI)                               |                     |
| C.S. Aquila 1902          | Montevarchi (AR)                           |                     |
| S.S. Audace Galluzzo      | Firenze-Galluzzo                           |                     |
| U.S. Audax Rufina         | Rufina (FI)                                |                     |
| A.S. Barberino Mugello    | Barberino di Mugello (FI)                  |                     |
| U.P. Bibbienese           | Bibbiena (AR)                              |                     |
| U.S. Castelnuovese        | Castelnuovo dei Sabbioni di Cavriglia (AR) |                     |
| U.S. Castiglionese        | Castiglion Fiorentino (AR)                 |                     |
| Pol. Figlinese            | Figline Valdarno (FI)                      |                     |
| A.S. Fortis Juventus 1909 | Borgo San Lorenzo (FI)                     |                     |
| G.S. Marzocco             | Firenze                                    |                     |
| U.S. Pontassieve          | Pontassieve (FI)                           |                     |
| S.S. Resco                | Reggello (FI)                              |                     |
| U.S. Rignanese            | Rignano sull'Arno (FI)                     |                     |
| Rinascita Firenze         | Firenze                                    |                     |
| G.S. Scarperia            | Scarperia (FI)                             |                     |

### Classifica finale
|  | Pos. | Squadra             | Pt | G  | V  | N  | P  | GF | GS | DR  |
|  | ---- | ------------------- | -- | -- | -- | -- | -- | -- | -- | --- |
|  | 1.   | Montevarchi         | 47 | 30 | 20 | 7  | 3  | 95 | 20 | +75 |
|  | 2.   | Fortis Juventus     | 39 | 30 | 17 | 5  | 8  | 64 | 40 | +24 |
|  | 3.   | Castiglionese       | 36 | 30 | 16 | 4  | 10 | 55 | 43 | +12 |
|  | 4.   | Audax Rufina        | 35 | 30 | 15 | 5  | 10 | 58 | 45 | +13 |
|  | 4.   | Bibbienese          | 35 | 30 | 15 | 5  | 10 | 62 | 52 | +10 |
|  | 4.   | Marzocco            | 35 | 30 | 15 | 5  | 10 | 58 | 59 | -1  |
|  | 4.   | Pontassieve         | 35 | 30 | 16 | 3  | 11 | 44 | 48 | -4  |
|  | 8.   | Scarperia           | 34 | 30 | 11 | 12 | 7  | 59 | 37 | +22 |
|  | 8.   | Antella             | 34 | 30 | 14 | 6  | 10 | 62 | 45 | +17 |
|  | 10.  | Audace Galluzzo     | 28 | 30 | 11 | 7  | 12 | 49 | 45 | +4  |
|  | 10.  | Castelnuovese       | 28 | 30 | 12 | 4  | 14 | 62 | 63 | -1  |
|  | 12.  | Barberino Mugello   | 25 | 30 | 10 | 5  | 15 | 43 | 61 | -18 |
|  | 13.  | Rinascita Firenze   | 22 | 30 | 9  | 4  | 17 | 51 | 61 | -10 |
|  | 14.  | Rignanese           | 18 | 30 | 6  | 6  | 18 | 31 | 61 | -30 |
|  | 15.  | Figlinese (-1)      | 17 | 30 | 6  | 6  | 18 | 37 | 63 | -26 |
|  | 16.  | Resco Reggello (-1) | 10 | 30 | 2  | 7  | 21 | 20 | 86 | -66 |

Legenda:

      Ammesso alle finali per il titolo regionale.
  Ammesso alla nuova Promozione Regionale.
  Non iscritto la stagione successiva.
Regolamento:
Due punti a vittoria, uno a pareggio, zero a sconfitta.
Pari merito in caso di pari punti.
Note:
Figlinese e Resco Reggello hanno scontato 1 punto di penalizzazione in classifica per una rinuncia.
Pontassieve ripescato alla nuova Promozione Regionale al posto della Bibbienese.
21 gol di differenza nel computo totale reti fatte-reti subite (850/829).
Verdetti
- Il Montevarchi va alle finali per il titolo regionale, il Marzocco alle qualificazioni per la salvezza.

## Finali

### Titolo onorifico
|  | Pos. | Squadra     | Pt | G | V | N | P | GF | GS | DR |
|  | ---- | ----------- | -- | - | - | - | - | -- | -- | -- |
|  | 1.   | Montevarchi | 10 | 6 | 4 | 2 | 0 | 9  | 4  | +5 |
|  | 2.   | Orbetello   | 7  | 6 | 3 | 1 | 2 | 10 | 8  | +2 |
|  | 3.   | Forcoli     | 6  | 6 | 2 | 2 | 2 | 11 | 11 | 0  |
|  | 4.   | Tobbianese  | 1  | 6 | 0 | 1 | 5 | 5  | 12 | -7 |
|  |      |             |    |   |   |   |   |    |    |    |

- Le sei vincitrici dei gironi si giocarono l'onorifico titolo regionale. Non partecipano Il Viareggio e la Lastrigiana.

### Qualificazione
Le sei seste si giocarono le qualificazioni che lasciarono per ultime il Castagneto Carducci e la rappresentante del girone E.
L'esito delle qualificazioni dovette confrontarsi da regolamento con gli esiti del sovrastante campionato di Promozione, dal quale alla fine retrocessero sul campo 14 club toscani, poi ridotti a 12 per le chiusure delle squadre del Pescia e del Ribolla che, unite alla serrata della Bibbienese, permisero alla Lega Regionale Toscana di deliberare il ripescaggio della Buggianese, del Massa Marittima e del Pontassieve.

### Giornali
- Archivio della Gazzetta dello Sport, stagione 1951-52, consultabile presso le Biblioteche:
  - Biblioteca Civica di Torino;
  - Biblioteca Nazionale Braidense di Milano,
  - Biblioteca Nazionale Centrale di Firenze,
  - Biblioteca Nazionale Centrale di Roma,
  - Biblioteca Civica Berio di Genova,
  - e presso Emeroteca del C.O.N.I. di Roma (non è online ma è da consultare in sede).
- Tuttosport, consultabile presso la Biblioteca Civica di Torino.

### Libri
- Francesco Magnini, Carlo Fontanelli, 1920-2000 - Il Viareggio minuto per minuto, GEO Edizioni.
- Manfredo Agnoletti, Massimo Anselmi, Carlo Fontanelli, Roberto Rotesi, Una storia lunga cento anni - Montevarchi Calcio Aquila 1902-2002, GEO Edizioni.